# Antônio Elzeário de Miranda e Brito
Antônio Elzeário de Miranda e Brito (Lisboa, 1786 — Rio de Janeiro, 22 de outubro de 1858) foi um engenheiro, militar e político luso-brasileiro.
Entrou para o exército português, em 1796, como soldado de infantaria. Em 1802 entrou para a Academia de Marinha de Lisboa, formado cadete em 1804, especializado em engenharia. Veio para o Brasil em 1808, mesmo ano de chegada da família real. No Brasil foi encarregado de diversas fortificações e obras de nivelamento no Rio de Janeiro, realizando o levantamento topográfico da cidade até a Lagoa Rodrigo de Freitas. Combateu a Cabanagem.
Em 1817, combateu a Revolução Pernambucana sob o comando do general Luís do Rego Brandão, por 10 meses, retornando ao Rio de Janeiro no mesmo ano.
Em 1822 foi encarregado da construção da estrada entre o Rio de Janeiro e São Paulo, além da fortificação de defesa de uma parte da costa. Em 1826 foi transferido para o Rio Grande do Sul, onde seguiu para a Guerra Cisplatina, tendo participado da Batalha de Ituzaingó.
Retornou ao Rio de Janeiro em 1828, como coronel, sendo nomeado no ano seguinte governador do Maranhão e cavaleiro da Imperial Ordem de São Bento de Avis. Permaneceu no cargo de 3 de maio de 1829 até maio de 1831, tendo ali sido promovido a brigadeiro.
Durante a Revolução Farroupilha seguiu para o Rio Grande do Sul no comando de uma força de infantaria e artilharia, tendo sido nomeado presidente da província do Rio Grande do Sul, 4 a 24 de julho de 1836. Ao aportar em Rio Grande foi instado pela população a não aceitar o cargo e deixar que José de Araújo Ribeiro permanecesse no cargo, o que não aceitou. Tomou posse em 11 de julho, porém permaneceu no cargo por apenas poucos dias, sendo nomeado para Santa Catarina. Retornou logo à corte, onde foi nomeado presidente da Diretoria de Obras Públicas.
Em 1837 foi nomeado marechal e então novamente presidente da província do Rio Grande do Sul, a 3 de novembro de 1837, sendo também comandante de todas as forças do império em operações de guerra. Combateu o cerco a Porto Alegre e conseguiu a retomada de Rio Pardo. Com a queda de Rio Pardo novamente em mãos rebeldes e a retomada do cerco da capital, saiu em combate aos farroupilhas em 2 de janeiro de 1839. Porém seu sucesso foi inviabilizado por Bento Manuel Ribeiro que tomou duas canhoeiras e um lanchão no Rio Caí, que possuíam excelente artilharia. Com sua força limitada Elzeário não pode dar combate aos rebeldes e a corte, desgostosa com os resultados e temerosa de revoltas da tropa devido a sua origem portuguesa, solicitou sua demissão em 12 de junho de 1839.
A partir daí retornou à corte, onde ocupou diversos cargos: inspetor dos corpos da guarnição da corte (1844), comandante interino das armas (1845), vogal do Conselho Supremo Militar (1846), conselheiro de guerra (1849) e comissário de demarcação da fronteira com o Uruguai, em 1851.